# アンサンブル・アレフ主催国際作曲フォーラム
アンサンブル・アレフ主催国際作曲フォーラム（Forum International des Jeunes Compositeurs）は、フランスのパリのアンサンブル･アレフ（Ensemble Aleph）によって演奏される曲を募集しているもので、2000年が第1回で計3回行われている。1位から3位までの順位はつけず、10人ぐらいの入賞者を全世界から招待して、ミーティングをさせ、英語で音楽・作曲・現代音楽論などを話させる。音楽学者が1冊の本にまとめて出版するだけではなく、その練習にも参加させ、現代音楽の実地の経験を積み上げさせる。
賞金は入賞だけの数万円ぐらいであるが、真夏に第1回のセッションをフランスの避暑地で1週間行い、最後の日に初演に漕ぎ着ける。第2回のセッションはパリであるが、ここでは青少年のためのコンサートを含む数回の連続演奏を経てCDの作成を行う。その間の旅費と滞在費はCDMCによってすべてまかなわれる。そして第3回はこれらの曲をヨーロッパのいくつかの主要国の主要都市に持っていって紹介するというユニークなフォーラムである。